# Bollmannia marginalis
 Bollmannia marginalis és una espècie de peix de la família dels gòbids i de l'ordre dels cipriniformes que es troba a l'Equador.